# La Chapelle-Saint-Sépulcre
La Chapelle-Saint-Sépulcre is een gemeente in het Franse departement Loiret (regio Centre-Val de Loire) en telt 277 inwoners (2005). De plaats maakt deel uit van het arrondissement Montargis.

## Geografie
De oppervlakte van La Chapelle-Saint-Sépulcre bedraagt 6,3 km², de bevolkingsdichtheid is 44,0 inwoners per km².
De onderstaande kaart toont de ligging van La Chapelle-Saint-Sépulcre met de belangrijkste infrastructuur en aangrenzende gemeenten.

## Demografie
Onderstaande figuur toont het verloop van het inwonertal (bron: INSEE-tellingen).